# Lemogang Tsipa
Lemogang Tsipa est un acteur sud-africain, né le 10 mai 1991 à Empangeni (KwaZulu-Natal).

## Filmographie

### Cinéma

#### Longs métrages
- 2014 : Outpost 37 : L'Ultime Espoir (Outpost 37) de Jabbar Raisani : Mac
- 2015 : Eye in the Sky de Gavin Hood : Matt Levery
- 2017 : Beyond the River de Craig Freimond : Duma
- 2017 : La Tour sombre (The Dark Tower) de Nikolaj Arcel : Phedon
- 2017 : The Number de Khalo Matabane : Isaac
- 2019 : Le Garçon qui dompta le vent (The Boy Who Harnessed the Wind) de Chiwetel Ejiofor : Mike Kachigunda
- 2019 : Back of the Moon d'Angus Gibson : le fantôme
- 2021 : Pusha Pressa Phanda de Dick d'vLz Reubïn : le travailleur
- 2022 : Amandla de Nerina De Jager : Impi

#### Courts métrages
- 2014 : The Golden Rule de Ryan Kruger : Thabo
- 2015 : Lazy Susan de Stephen Abbott : M. Beggar / M. Waiter
- 2021 : Carrots de Siyabonga Xaba : Tony

### Télévision

#### Téléfilm
- 2017 : Oasis de Kevin Macdonald : l'infirmier

#### Séries télévisées
- 2014 : Homeland : le pilote de drone (2 épisodes)
- 2015 : The Book of Negroes : Freddy (mini-série, épisode 3)
- 2015 : Jamillah and Aladdin : Rich Merchant
- 2015 : Les Enquêtes de l'inspecteur Wallander (Wallander) : Victor Mabasha (saison 4, épisode 1 : The White Lioness)
- 2015 : Cape Town : Hector Ntulu (mini-série, 2 épisodes)
- 2016 : Black Sails : Chidi (saison 3, épisode 8 : XXVI.)
- 2016 : Jab : Smiley, le Zoulou (13 épisodes)
- 2016 : Racines (Roots) : Addo (mini-série, épisode 1)
- 2018 : Troie : La Chute d'une cité (Troy: Fall of a City) : Patroklus (mini-série, 6 épisodes)
- 2020 : Blood Psalms : Xhosa (10 épisodes)